# Ciecierzyn (przystanek kolejowy)
Ciecierzyn – kolejowy przystanek osobowy we wsi Ciecierzyn, w powiecie lubelskim, w województwie lubelskim, położony w km 98,339 na linii kolejowej nr 30.

## Ruch pasażerski
W latach 2000–2013 był nieczynny. Od grudnia 2024 roku w dni robocze zatrzymywało się tutaj 7 par pociągów regionalnych PolRegio (5 w weekendy) zapewniających dojazd do Lubartowa i Lublina oraz do Parczewa, Radzynia Podlaskiego i Łukowa.
Dobowa wymiana pasażerska oraz miejsce w rankingu ogólnopolskim:
| Rok  | Ilość pasażerów | Miejsce w Polsce |
| ---- | --------------- | ---------------- |
| 2017 | 10-19           | 2035             |
| 2018 | 10-19           | 2117             |
| 2019 | 10-19           | 2159             |
| 2020 | 0-9             | 2275             |
| 2021 | 0-9             | 2321             |
| 2022 | 0-9             | 2393             |
| 2023 | 10-19           | 2420             |